# Mạng lưới Quỹ Khoa học Quốc gia
Mạng lưới Quỹ Khoa học Quốc gia (National Science Foundation Network - NSFNET ) là một chương trình phối hợp, phát triển các dự án do Quỹ Khoa học Quốc gia (NSF) tài trợ bắt đầu vào năm 1985 để thúc đẩy mạng lưới nghiên cứu và giáo dục tiên tiến ở Hoa Kỳ.   NSFNET cũng là tên được đặt cho một số mạng máy tính xương sống trên toàn quốc được xây dựng để hỗ trợ các sáng kiến kết nối mạng của NSF từ năm 1985 đến năm 1995.  Ban đầu được tạo ra để liên kết các nhà nghiên cứu với các trung tâm siêu máy tính do NSF tài trợ của quốc gia, thông qua tài trợ công cộng và các mối quan hệ đối tác trong ngành tư nhân, nó đã phát triển thành một phần chính của xương sống mạng Internet . 
Quỹ khoa học quốc gia chỉ cho phép các cơ quan chính phủ và các trường đại học sử dụng mạng cho đến năm 1989 khi nhà cung cấp dịch vụ Internet thương mại đầu tiên xuất hiện.  Đến năm 1991, NSF đã loại bỏ các hạn chế về quyền truy cập và hoạt động kinh doanh của ISP thương mại phát triển nhanh chóng. 

## Lịch sử
Sau khi triển khai Mạng Khoa học Máy tính (CSNET), một mạng lưới cung cấp dịch vụ Internet cho các khoa khoa học máy tính hàn lâm, năm 1981, Quỹ Khoa học Quốc gia Hoa Kỳ (NSF) nhằm tạo ra một mạng nghiên cứu học thuật tạo điều kiện cho các nhà nghiên cứu truy cập vào các trung tâm siêu máy tính được tài trợ bởi NSF tại Hoa Kỳ. 
Năm 1985, NSF bắt đầu tài trợ cho việc thành lập năm trung tâm siêu máy tính mới: 
- Trung tâm John von Neumann tại Đại học Princeton
- Trung tâm siêu máy tính San Diego (SDSC) trong khuôn viên trường đại học California, San Diego (UCSD)
- Trung tâm ứng dụng siêu máy tính quốc gia (NCSA) tại Đại học Illinois tại Urbana- Champaign
- Trung tâm lý thuyết Cornell tại Đại học Cornell
- Trung tâm siêu máy tính Pittsburgh (PSC), một nỗ lực chung của Đại học Carnegie Mellon , Đại học Pittsburgh và Westinghouse

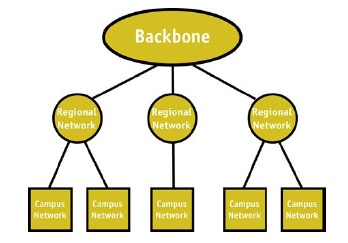
Kiến trúc mạng ba tầng của NSF

Cũng trong năm 1985, dưới sự lãnh đạo của Dennis Jennings , NSF đã thành lập Mạng lưới Quỹ Khoa học Quốc gia (NSFNET).  NSFNET là một mạng nghiên cứu đa năng, là trung tâm kết nối năm trung tâm siêu máy tính cùng với Trung tâm nghiên cứu khí quyển quốc gia (NCAR) do NSF tài trợ với nhau và với các mạng nghiên cứu và giáo dục khu vực sẽ lần lượt kết nối khuôn viên trường mạng.  Sử dụng kiến trúc mạng ba lớp này NSFNET sẽ cung cấp quyền truy cập giữa các trung tâm siêu máy tính và các trang web khác qua mạng đường trục miễn phí cho các trung tâm hoặc các mạng khu vực bằng cách sử dụng giao thức TCP / IP mở được triển khai thành công trên ARPANET . 

### Xương sống 56kbit / s

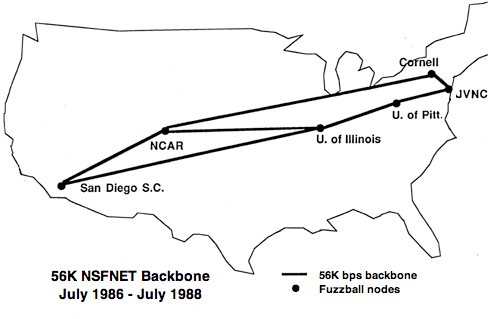
Xương sống 56K NSFNET, c. 1988

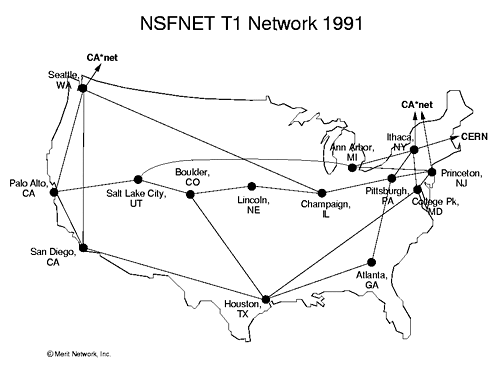
Xương sống T1 NSFNET, c. 1991

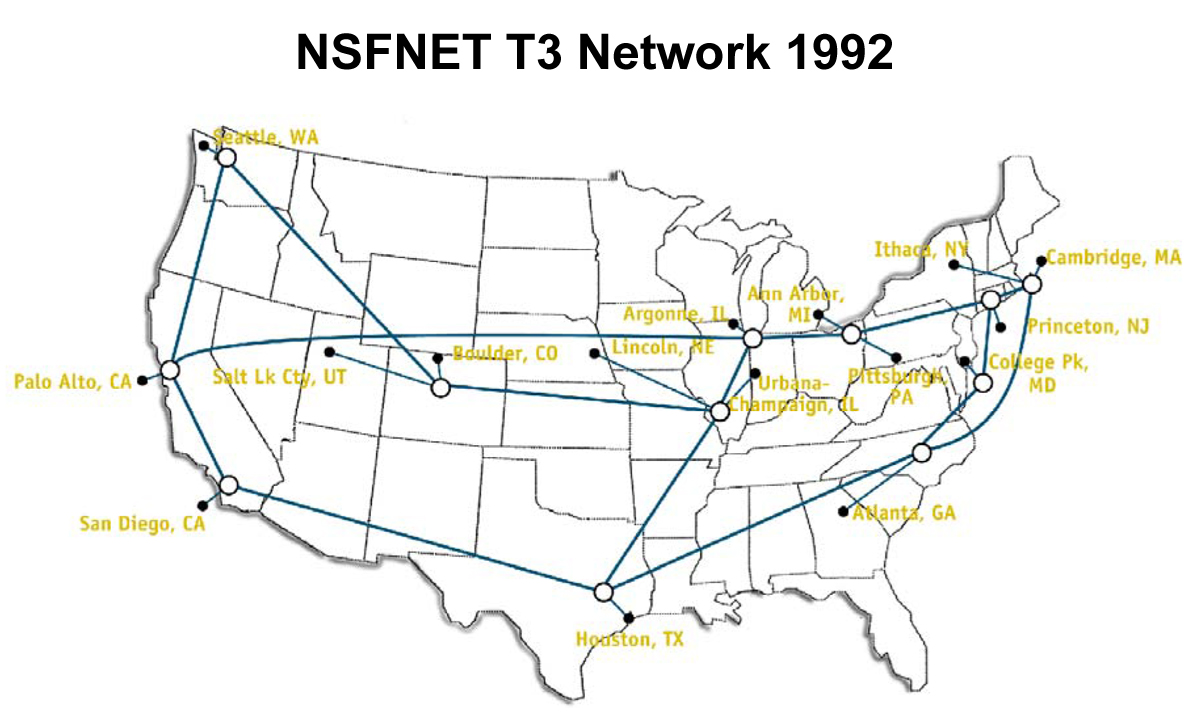
Xương sống T3 NSFNET, c. 1992

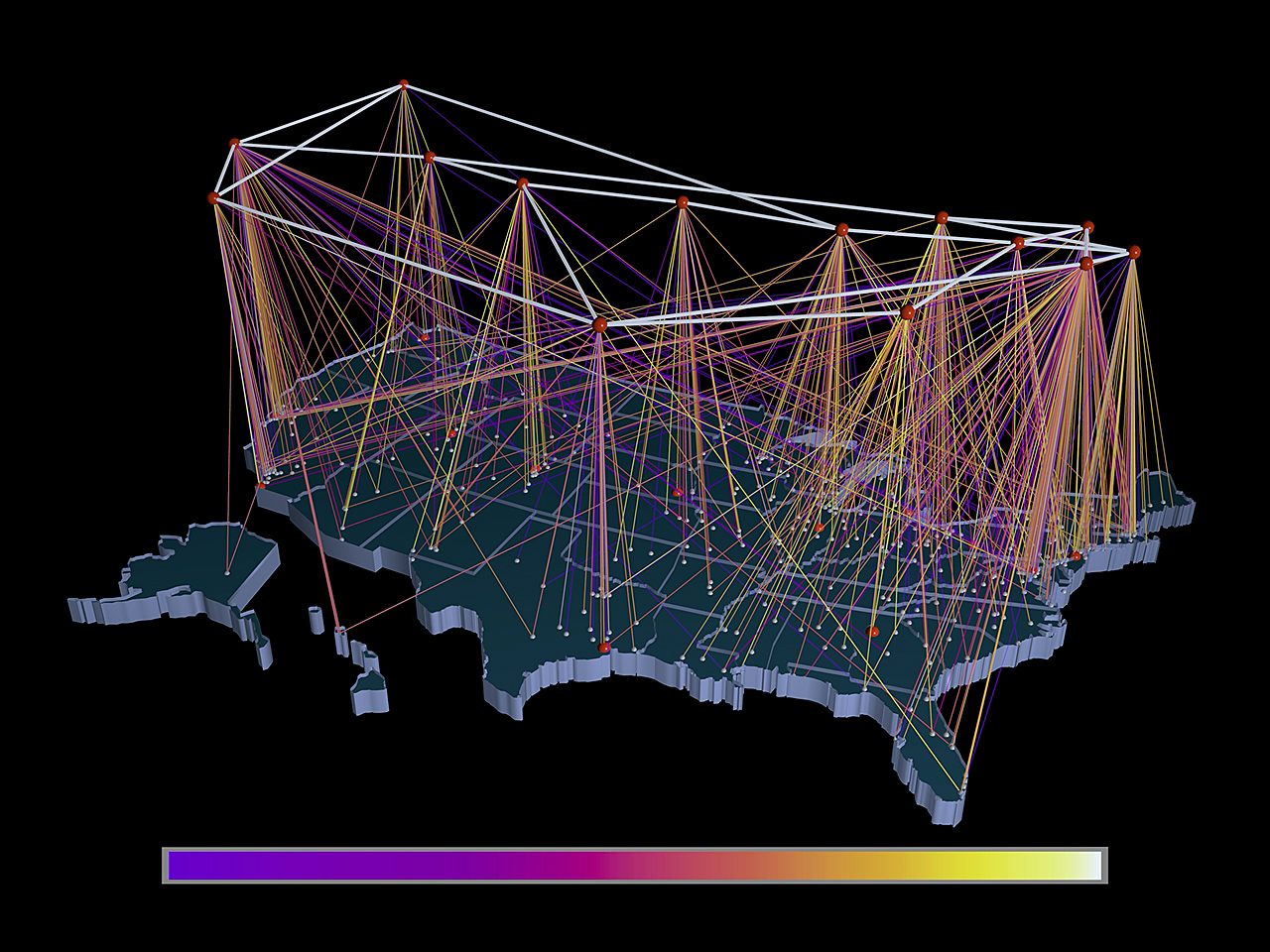
NSFNET Traffic 1991, các nút đường trục NSFNET được hiển thị ở trên cùng, các mạng khu vực bên dưới, lưu lượng truy cập được mô tả từ màu tím (không byte) sang màu trắng (100 tỷ byte), được NCSA hiển thị bằng cách sử dụng dữ liệu lưu lượng do Mạng Merit cung cấp.

NSFNET bắt đầu hoạt động vào năm 1986 bằng cách sử dụng TCP / IP .  Sáu địa điểm xương sống của nó được kết nối với các liên kết thuê bao 56 kbit/s , được xây dựng bởi một nhóm bao gồm Trung tâm Ứng dụng siêu máy tính của Đại học Illinois ( NCSA ), Trung tâm lý thuyết Đại học Cornell , Đại học Delwar và Mạng lưới Merit .  Các máy tính mini PDP-11/73 với phần mềm định tuyến và quản lý, được gọi là Fuzzballs , được dùng làm bộ định tuyến mạng vì chúng đã triển khai chuẩn TCP/IP. 
Xương sống gốc 56 kbit/s này được giám sát bởi chính các trung tâm siêu máy tính với sự dẫn dắt của Ed Krol tại Đại học Illinois tại Urbana-Champaign .  Các bộ định tuyến Fuzzball PDP-11/73 được cấu hình và điều hành bởi Hans-Werner Braun tại Mạng Merit  và số liệu thống kê được Đại học Cornell thu thập. 
Hỗ trợ cho người dùng cuối NSFNET được cung cấp bởi Trung tâm dịch vụ mạng NSF (NNSC), đặt tại BBN Technologies và bao gồm việc xuất bản "Danh bạ Internet" mềm liệt kê thông tin liên hệ cho mọi tên miền và địa chỉ IP được cấp vào năm 1990.   Tình cờ, Ed Krol cũng là tác giả Hướng dẫn về Hitchhiker về Internet để giúp người dùng NSFNET hiểu các khả năng của nó.   Hướng dẫn của Hitchhiker's trở thành một trong những hướng dẫn trợ giúp đầu tiên cho Internet . 
Khi mạng lưới khu vực tăng, xương sống 56 kbit/s của NSFNET đã trải qua sự gia tăng lưu lượng truy cập mạng nhanh chóng và bị tắc nghẽn nghiêm trọng.  Vào tháng 6 năm 1987, NSF đã ban hành một chào mời mới để nâng cấp và mở rộng NSFNET. 

### Xương sống 1,5 Mbit / s (T-1)
Là kết quả của giải thưởng NSF tháng 11 năm 1987 cho Mạng lưới Merit , một tập đoàn mạng của các trường đại học công lập ở Michigan , xương sống gốc 56 kbit/s được mở rộng để bao gồm 13 nút được kết nối với nhau ở mức 1,5Mbit / s ( T-1 ) vào tháng 7 năm 1988.  Các liên kết bổ sung đã được thêm vào để tạo thành một mạng nhiều đường và một nút ở Atlanta đã được thêm vào.  Mỗi nút xương sống là một bộ định tuyến được gọi là Hệ thống chuyển mạch Nodal (NSS).  Các NSS là một tập hợp của nhiều hệ thống IBM RT PC được kết nối bởi mạng cục bộ Token Ring .  Các máy tính RT chạy AOS , phiên bản Berkeley UNIX của IBM và được dành riêng cho một tác vụ xử lý gói cụ thể. 
Theo thỏa thuận hợp tác với NSF, Merit Network là tổ chức hợp tác hàng đầu bao gồm IBM , MCI và Bang Michigan .  Merit cung cấp phối hợp dự án tổng thể, thiết kế mạng và kỹ thuật, Trung tâm điều hành mạng (NOC) và các dịch vụ thông tin để hỗ trợ các mạng khu vực.  IBM cung cấp thiết bị, phát triển phần mềm, cài đặt, bảo trì và hỗ trợ vận hành.  MCI cung cấp các mạch dữ liệu T-1 với tốc độ giảm.  Tiểu bang Michigan đã cung cấp kinh phí cho các cơ sở và nhân sự.  Eric M. Aupperle, Chủ tịch của Merit, là Giám đốc Dự án NSFNET, và Hans-Werner Braun là Điều tra viên Hiệu trưởng. 
Từ 1987 đến 1994, Merit đã tổ chức một loạt các cuộc họp "Công nghệ khu vực", trong đó các nhân viên kỹ thuật từ các mạng lưới khu vực gặp nhau để thảo luận về các vấn đề hoạt động có mối quan tâm chung với nhau và nhân viên kỹ thuật của Merit. 
Trong giai đoạn này, tách biệt với sự hỗ trợ của nó cho xương sống NSFNET, NSF tài trợ: 
- Chương trình kết nối NSF giúp các trường cao đẳng và đại học có được hoặc nâng cấp kết nối lên mạng lưới khu vực;
- mạng lưới khu vực để có được hoặc nâng cấp thiết bị và mạch truyền dữ liệu;
- NNSC và bàn trợ giúp thông tin của Trình quản lý dịch vụ thông tin mạng (hay còn gọi là InterNIC); [9]
- Trình quản lý kết nối quốc tế (ICM), một nhiệm vụ được thực hiện bởi Sprint , khuyến khích các kết nối giữa xương sống NSFNET và mạng lưới nghiên cứu và giáo dục quốc tế; và
- tài trợ ad hoc khác nhau cho các tổ chức như Liên đoàn Mạng nghiên cứu Mỹ (FARNET).

NSFNET trở thành xương sống chính của Internet bắt đầu từ Mùa hè năm 1986, khi MIDnet , mạng đường trục khu vực NSFNET đầu tiên đi vào hoạt động.  Đến năm 1988, ngoài năm trung tâm siêu máy tính NSF, NSFNET còn bao gồm kết nối với các mạng khu vực BARRNet, JVNCNet, Merit / MichNet , MIDnet, NCAR, NorthWestNet, NYSERNet, SESQUINET, SURAnet và Westnet, lần lượt kết nối đến NSFNET.   Ba nút mới đã được thêm vào như là một phần của việc nâng cấp lên T-3: NEARNET tại Cambridge, Massachusetts; Phòng thí nghiệm quốc gia Argone bên ngoài Chicago; và SURAnet ở Atlanta, Georgia.   NSFNET kết nối với các mạng chính phủ liên bang khác bao gồm Internet Khoa học của NASA, Mạng Khoa học Năng lượng ( ESnet ) và các mạng khác.  Các kết nối cũng được thiết lập với các mạng nghiên cứu và giáo dục quốc tế, đầu tiên là Pháp và Canada, sau đó đến NordUnet phục vụ Đan Mạch, Phần Lan, Iceland, Na Uy và Thụy Điển, đến Mexico và nhiều nơi khác. 
Hai Sàn giao dịch Internet Liên bang (FIXes) được thành lập vào tháng 6 năm 1989  dưới sự bảo trợ của Nhóm Kế hoạch Kỹ thuật Liên bang (FEPG).  FIX East, tại Đại học Maryland ở College Park và FIX West, tại Trung tâm nghiên cứu Ames của NASA ở Mountain View, California .  Sự tồn tại của NSFNET và FIXes đã cho phép loại bỏ ARPANET vào giữa năm 1990. 
Bắt đầu từ tháng 8 năm 1990, xương sống NSFNET đã hỗ trợ Giao thức mạng không kết nối OSI (CLNP) ngoài TCP / IP.   Tuy nhiên, việc sử dụng CLNP vẫn còn thấp khi so sánh với TCP/IP. 
Lưu lượng truy cập trên mạng tiếp tục tăng trưởng nhanh chóng, tăng gấp đôi cứ sau bảy tháng.  Dự đoán chỉ ra rằng xương sống T-1 sẽ trở nên quá tải vào khoảng năm 1990. 
Một công nghệ định tuyến quan trọng, Border Gateway Protocol (BGP), bắt nguồn trong giai đoạn lịch sử Internet này.  BGP cho phép các bộ định tuyến trên xương sống NSFNET để phân biệt các tuyến đường ban đầu được học thông qua nhiều đường dẫn.  Trước BGP, việc kết nối giữa các mạng IP vốn đã được phân cấp và cần lập kế hoạch cẩn thận để tránh các vòng lặp định tuyến.   BGP đã biến Internet thành một cấu trúc liên kết có lưới, di chuyển ra khỏi kiến trúc trung tâm mà ARPANET từng nhấn mạnh. 

### Xương sống 45 Mbit/s (T-3)

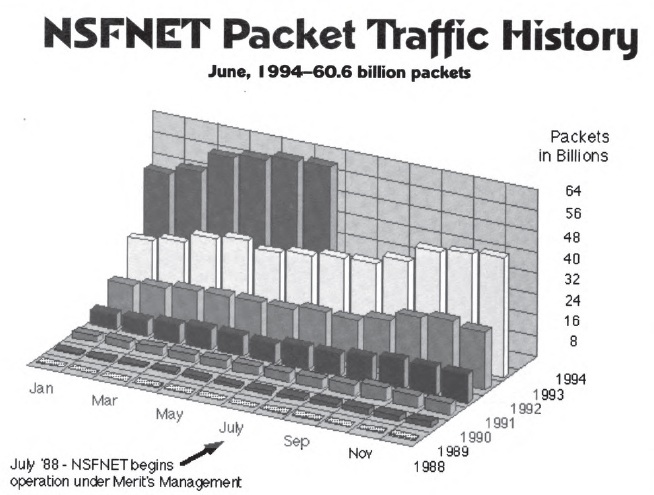
Lưu lượng gói trên đường trục NSFNET, tháng 1 năm 1988 đến tháng 6 năm 1994

Trong năm 1991, xương sống đã được nâng cấp lên 45 Mbit / s ( T-3 ) và được mở rộng để kết nối 16 nút.  Các bộ định tuyến trên đường trục được nâng cấp dựa trên máy trạm IBM RS/6000 chạy UNIX.  Các nút lõi được đặt tại các cơ sở MCI với các nút cuối tại các mạng khu vực và trung tâm siêu máy tính được kết nối.  Hoàn thành vào tháng 11 năm 1991, quá trình chuyển đổi từ T-1 sang T-3 không diễn ra suôn sẻ như quá trình chuyển đổi từ 56 kbit/s DDS lên T-1, mất nhiều thời gian hơn so với kế hoạch và do đó, đôi khi có sự tắc nghẽn nghiêm trọng trên xương sống T-1 quá tải.  Sau quá trình chuyển đổi sang T-3, các phần của xương sống T-1 đã được giữ lại để hoạt động như một bản sao lưu cho xương sống T-3 mới. 
Dự đoán về việc nâng cấp T-3 và kết thúc thỏa thuận hợp tác 5 năm của NSFNET, vào tháng 9 năm 1990, Merit, IBM và MCI đã thành lập Advanced Network and Services (ANS), một tập đoàn phi lợi nhuận mới có cơ sở rộng hơn Ban giám đốc hơn Mạng công đức có trụ sở tại Michigan.  Theo thỏa thuận hợp tác với NSF, Merit cuối cùng vẫn chịu trách nhiệm về hoạt động của NSFNET, nhưng đã giao thầu lại phần lớn các kỹ thuật và hoạt động cho ANS.  Cả IBM và MCI đã thực hiện các cam kết tài chính mới và đáng kể khác để giúp hỗ trợ liên doanh mới.  Allan Weis rời IBM để trở thành Chủ tịch và Giám đốc điều hành đầu tiên của ANS.  Douglas Van Houweling , cựu Chủ tịch Hội đồng Quản trị Mạng lưới và Phó Hiệu trưởng Công nghệ Thông tin tại Đại học Michigan , là Chủ tịch Hội đồng Quản trị ANS. 
Xương sống T-3 mới được đặt tên là ANSNet và cung cấp cơ sở hạ tầng vật lý được Merit sử dụng để cung cấp Dịch vụ xương sống NSFNET. 